# Вулиця Вокєчу
Вулиця Вокєчу (буквально: Німецька вулиця; лит. Vokiečių gatvė; нім. Die Deutsche Gasse) — вулиця в Старому місті Вільнюса, столиці Литви. Це одна з найстаріших вулиць у Вільнюсі, її назва походить з 14 століття, коли тут оселилися німецькі купці та ремісники. З 1546 року на цій вулиці був розміщений Вільнюський монетний двір. Вулиця була найкрасивішою у Вільнюсі в 16 столітті, оскільки на ній вже було багато цегляних будинків. У другій половині 19 століття вулиця була густонаселена євреями, а Велика синагога Вільна знаходилася на вулиці Vokiečių 13A.
Після Другої світової війни стара структура вулиці була сильно зруйнована, багато пошкоджених будівель було знесено, а оригінальні будівлі вціліли лише з одного боку вулиці.